# نگهبان باغ
نگهبان باغ (انگلیسی: The Orchard Keeper) یا پالیزبان نخستین رمان نویسندهٔ آمریکایی، کورمک مک‌کارتی است که در سال ۱۹۶۵ منتشر شد. این رمان توانست جایزهٔ بنیاد ویلیام فاکنر را در سال ۱۹۶۶ به‌عنوان رمان نخست برجسته دریافت کند. داستان دربارۀ سه نفر است؛ پیرمردی منزوی که تا نیمه‌هایی از کتاب نامی ندارد و به‌تنهایی در یک کلبه زندگی می‌کند، مردی جوان که کارش قاچاق نوشیدنی‌های الکلی است و پسربچه‌ای کوهستانی که پس از مدتی کوتاه با پیرمرد و مرد جوان دوست می‌شود.